# Al-Mawazin

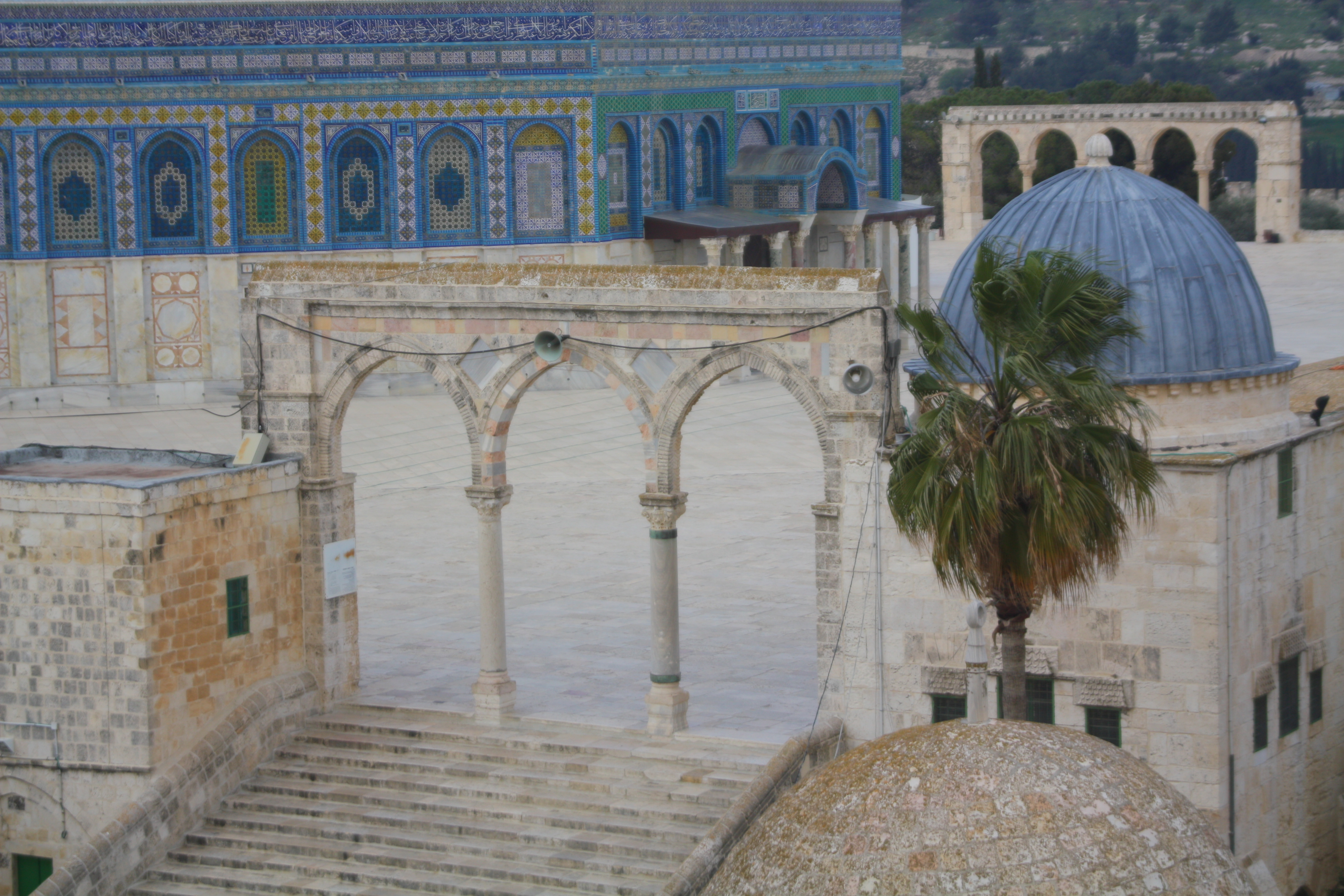
Al-Mawazin met op de achtergrond de Rotskoepel.

Al-Mawazin zijn 8 vrijstaande bogen die zich bovenaan de trappen die naar het platform (maṣṭaba) van de Rotskoepel leiden bevinden vanaf de omliggende binnenplaats (sahn). Elke boog bestaat uit open bogen ondersteund door 2 tot 4 kolommen, geplaatst tussen twee pilasters.
Eén van de genoemde redenen voor deze deuren is dat de schoonheid van de Rotskoepel niet meteen zichtbaar mag zijn, wat een scheiding markeert tussen de stad en de heilige plaats.

## Namen
De bogen worden mawazin (موازين letterlijk 'weegschaal', meervoud van mīzān, ميزان) genoemd. Ze worden ook eenvoudigweg qanaṭir (قناطر, letterlijk 'bogen', meervoud van قنطرة genoemd), dat wil zeggen arcades of gebogen colonnades. Mensen noemen ze ook ba'ika (بائكة) en bawa'ik (بوائك) - wat ook "arcade" betekent.

## Data van bouw
Met uitzondering van de arcades met inscripties die aantonen dat ze dateren uit de Mammelukse periode, dateren de andere waarschijnlijk van vóór de kruistochten, maar hun datering is moeilijk. Het is echter zeer waarschijnlijk dat sommige Mawazim dateren uit de periode van de bouw van de Rotskoepel en dat ze een integraal onderdeel vormden van het oorspronkelijke bouwplan. Er wordt met name gedacht dat de vier arcades tegenover de vier ingangen tegelijkertijd met de koepel zijn gebouwd.